# LSMEM2
LSMEM2 (англ. Leucine rich single-pass membrane protein 2) – білок, який кодується однойменним геном, розташованим у людей на 3-й хромосомі. Довжина поліпептидного ланцюга білка становить 164 амінокислот, а молекулярна маса — 17 868.
| 10         |  | 20         |  | 30         |  | 40         |  | 50         |
| ---------- |  | ---------- |  | ---------- |  | ---------- |  | ---------- |
| MPSLAPDCPL |  | LAMPEETQED |  | SVAPMMPSQR |  | SRGPLAPNHV |  | HEVCLHQVES |
| ISDLHSGAGT |  | LRPYLTEEAR |  | PWDELLGVLP |  | PSLCAQAGCS |  | PVYRRGGFLL |
| LLALLVLTCL |  | VLALLAVYLS |  | VLQSESLRIL |  | AHTLRTQEET |  | LLKLRLASLS |
| QLRRLNSSEA |  | QAPS       |  |            |  |            |  |            |

A: Аланін

C: Цистеїн

D: Аспарагінова кислота

E: Глутамінова кислота

F: Фенілаланін

G: Гліцин

H: Гістидин

I: Ізолейцин

K: Лізин

L: Лейцин

M: Метіонін

N: Аспарагін

P: Пролін

Q: Глутамін

R: Аргінін

S: Серин

T: Треонін

V: Валін

W: Триптофан

Локалізований у мембрані.